# إدي أوستن
إدي أوستن (بالإنجليزية: Eddie Austin)‏ (4 سبتمبر 1943 بغلاسكو في المملكة المتحدة - ) هو لاعب كرة قدم أمريكي في مركز الهجوم. لعب مع تامبا باي راوديز وNew Jersey Americans (soccer) ‏.